# 新坪站
新坪站（：／ Sinpyeong yeok */?）曾为韩国铁路大邱线上的一个车站，位于大邱东区解颜洞，已于1973年废止。

## 历史
- 1967年12月21日，落成使用[1]。
- 1973年4月1日，停止使用[2]。